# Суві Мінккінен
Суві Мінккінен (8 грудня 1994 , Йоутса, Центральна Фінляндія ) — фінська біатлоністка. Учасниця Олімпійських ігор і чемпіонатів світу. Представниця клубу Joutsan Pommi. Окрім біатлону, брала участь у лижних перегонах на національному рівні. 

## Результати за кар'єру
Усі результати наведено за даними Міжнародного союзу біатлоністів.

### Олімпійські ігри
| Змагання                        | Інд. перегони | Спринт | Перегони пер. | Мас-старт | Естафета | Змішана ес. |
| Олімпійські ігри 2018 Пхьончхан | 69            | -      | -             | -         | -        | -           |

### Чемпіонати світу
| Змагання         | Інд. перегони | Спринт | Перегони пер. | Мас-старт | Естафета | Змішана ес. | Од. змішана ес. |
| 2015 Контіолахті | —             | 86     | —             | —         | 23       | —           | не пров.        |
| 2017 Гохфільцен  | 72            | —      | —             | —         | 22       | —           | не пров.        |
| 2019 Естерсунд   | 56            | 73     | —             | —         | 22       | —           | —               |
| 2020 Антгольц    | 39            | 80     | —             | —         | 11       | —           | —               |
| 2021 Поклюка     | 57            | 85     | —             | —         | 14       | 13          | —               |

### Кубки світу
- Найвище місце в загальному заліку: 70-те 2020 року.
- Найвище місце в окремих перегонах: 25-те.

#### Підсумкові місця в Кубку світу за роками
| Сезон     | Інд. перегони | Інд. перегони | Спринт | Спринт | Перегони пер. | Перегони пер. | Мас-старт | Мас-старт | Заг. залік | Заг. залік |
| Сезон     | Бали          | Місце         | Бали   | Місце  | Бали          | Місце         | Бали      | Місце     | Бали       | Місце      |
| --------- | ------------- | ------------- | ------ | ------ | ------------- | ------------- | --------- | --------- | ---------- | ---------- |
| 2019-2020 | 2             | 65            | 21     | 65     | 14            | 59            |           |           | 37         | 70         |
| 2020-2021 | -             |               | 5      | 85     | 19            | 60            |           |           | 24         | 76         |